# Hôtel d'Avelin
L’hôtel d'Avelin est un hôtel particulier situé à Lille, dans le département du Nord. Il est inscrit au titre des Monuments historiques depuis 1944.
Ancienne propriété des Hangouart, riche famille de la noblesse lilloise, l'hôtel est confisqué à la Révolution. Après avoir connu de nombreux propriétaires différents tout au long du XIXe siècle, il devient la propriété de la Ville de Lille en 1887. La municipalité y installe alors le nouveau Rectorat, qui l'occupe jusqu'en 2011. En 2014, il est mis en vente par la Ville et racheté par le promoteur immobilier Sofim pour être rénové et divisé en appartements privés.

## Localisation
L'hôtel est situé au 22 rue Saint-Jacques à Lille. Il fait l'angle entre la rue St-Jacques et celle des Jardins, et ouvre sur la Place aux Bleuets.

## Histoire
L'hôtel d'Avelin est la première réalisation du tout jeune architecte Michel-Joseph Lequeux, sur une commande de François Augustin Anne Hubert Colette, marquis d'Hangouart, dernier comte d'Avelin, chevalier de Malte, qui, en 1775, lui confie le soin de dresser les plans de sa nouvelle maison de ville à Lille. L'ancien hôtel Hangouart d'Avelin est démoli par Lequeux pour faire place au bâtiment actuel érigé en 1777. Lequeux s'inspire notamment de l’hôtel Saint-Florentin de l’architecte Chalgrin pour créer le premier hôtel néoclassique de Lille. 
Confisqué à la Révolution, vendu comme bien national, l’hôtel d’Avelin est revendu par Pierre-Urbain Virnot, dit Pedro Virnot, à Louis Marie Joseph de Brigode, maire de Lille. C'est dans cet hôtel, chez le maire, que Louis XVIII passe la nuit du 22 au 23 mars 1815, lorsqu'il fuit Paris pour Gand au retour de Napoléon.
Cédé au comte Charles-Joseph du Maisniel, l'hôtel prend alors le nom d'hôtel du Maisniel. En 1849, c'est le Cercle du Nord, cercle chic de la bourgeoisie lilloise qui comptera 1 100 adhérents[réf. souhaitée], qui s'y installe et y aménage des salles de jeux, un fumoir, une bibliothèque et une salle de concert.
Racheté par la Ville de Lille en 1887 pour accueillir le rectorat transféré de Douai, l'hôtel reste le siège de l'académie de Lille et résidence du Recteur jusqu'en 2011. Le 14 août 1917, il est endommagé par une bombe anglaise, tombée sur la partie gauche de l'hôtel.
La ville de Lille a décidé de le mettre en vente par une délibération adoptée par le conseil municipal le 10 février 2014.
Ce bâtiment fait l’objet d’un inscription au titre des monuments historiques depuis le 14 mars 1944.
Le 27 novembre 2014, le promoteur immobilier Sofim a été identifié par la ville de Lille pour en assurer sa restauration complète avec l'architecte du Patrimoine François Bisman. Le projet prévoit de diviser le bâtiment en plusieurs appartements privés, avec en plus un espace destiné à des bureaux ou à des salons de réception. En octobre 2018, on note trois permis délivrés et affichés, datés du 1er trimestre de 2016 et de mars 2017. Les travaux débutent finalement en 2020, pour une livraison prévue 2 années plus tard.

## Architecture
L'hôtel est précédé d'un portail monumental, orné de deux colonnes doriques surmontées de grands vases en demi-relief, qui donne accès à la cour d'honneur. Il est encadré de deux pavillons qui y sont reliés par des grilles.
La façade sur cour, de style néoclassique, est d'une remarquable sobriété, les étages étant simplement marqués par une corniche. La porte d'entrée, inscrite dans un avant corps central, est encadrée de deux colonnes et sommée d'un balcon étroit. L'étage noble, placé au premier étage, est plus haut que le rez-de-chaussée.
Le bâtiment ne comprend qu'une aile, à gauche dans la cour. Elle est marquée par un long balcon soutenue par des colonnes.
La façade arrière, encadrée de deux petites ailes à plan pentagonal rajoutées en 1925, donne sur un vaste jardin.
D'une superficie de 900 m², l'intérieur de l'hôtel comprend notamment un vaste salon d’honneur.